# Ottawa Senators
Ottawa Senators/Sénateurs d'Ottawa är en kanadensisk ishockeyorganisation vars lag är baserat i den kanadensiska huvudstaden Ottawa i Ontario och som är medlemsorganisation i National Hockey League (NHL) sedan den 6 december 1990, de kom dock till spel från och med säsongen 1992–1993. Lagets hemmaarena är Canadian Tire Centre och har stått till Senators förfogande sedan arenan invigdes den 15 januari 1996 med namnet Palladium. Laget spelar i Atlantic Division tillsammans med Boston Bruins, Buffalo Sabres, Detroit Red Wings, Florida Panthers, Montreal Canadiens, Tampa Bay Lightning och Toronto Maple Leafs.
Senators har aldrig vunnit Stanley Cup. De har haft en del namnkunniga spelare genom åren som bland andra Daniel Alfredsson, Erik Karlsson, Zdeno Chára, Marián Hossa, Dany Heatley, Jason Spezza, Wade Redden, Martin Havlát, Aleksej Jasjin och Mark Stone.

## Historia

### 1990-talet
Det nya Ottawa Senators historia började 1991, när klubben blev ett av två lag (det andra var Tampa Bay Lightning) som skulle utöka säsongen 1992–1993. Direkt vidtogs ett antal åtgärder för att göra laget NHL–mässigt. Hemmaarenan "The Palladium" renoverades, stolarna byttes ut, omklädningsrummen byggdes om och elektroniken förbättrades. Lagbygget påbörjades i juni 1992, då expansionsdraften hölls; De andra NHL-lagen fick göra spelare tillgängliga för de två nya lagen, och Senators plockade 21 spelare, som skulle utgöra stommen i laget under Senators debutsäsong. En säsong som började bra; man slog Montreal Canadiens med 5–3, Neil Brady gjorde lagets första mål och Sylvain Turgeon avgjorde. Denna seger skulle dock bli en av endast tio under 1992–93, då Senators förlorade 70 matcher av 80. Med 24 poäng kom laget sist i NHL. Att poängkungen Norm Mciver (63 poäng) också hade en plus/minusstatistik på –46 visar hur underlägset Senators var.
Som sämsta lag i grundserien fick Senators välja först år 1993 i NHL Entry Draft. Man valde Alexandre Daigle, som ansågs vara en supertalang, och Daigle anslöt till laget direkt.
Säsongen 1993–1994 genomfördes ett antal ändringar i laget. Aleksej Jasjin, förstavalet från 1992 NHL Entry Draft, anslöt till truppen och var lagets bästa forward under säsongen. Samtidigt var Daigle, med sina 20 mål och 31 assist, näst bästa poängplockare. En annan truppförbättring var Dave McLlwain, som Senators plockade upp på waiver från Toronto Maple Leafs. Senators gjorde en bättre säsong , men var fortfarande överlägset sämst i NHL. Av 84 matcher vann laget 14 och spelade 9 oavgjorda, och med 37 poäng var man 20 poäng sämre än nästjumbon Winnipeg Jets.
Säsongen 1994–1995 blev säsongen förkortad på grund av konflikter mellan spelarfacket NHLPA och klubbarna. Senators spelade därför endast 48 matcher, och mötte enbart lag från Eastern Conference. Laget förbättrade sig en aning; 9 vinster på 48 matcher gav en vinstprocent på 24 %, vilket var en förbättring från tidigare år. Senators fortsatte dock med sina 23 poäng vara NHL:s sämsta lag. Liksom tidigare var Yashin och Daigle de bästa poängplockarna. Laget bytte också till sig den unge tjecken Martin Straka från Pittsburgh Penguins, som gjorde 16 poäng på 31 matcher.
Säsongen 1995–1996 präglades av viss turbulens för Ottawa Senators, då lagets stora stjärna Jasjin vägrade spela inledningen av säsongen på grund av kontraktskonflikter. Anledningen var ekonomisk: Medan Senators givit Alexandre Daigle ett av de största rookiekontrakten i ligan, hade Jasjin – som överglänst Daigle under de föregående säsongerna – fått ett mindre kontrakt. Jasjin svarade med att strejka, och han spelade bara hälften av säsongen. Att Alexandre Daigle endast gjorde 12 poäng på 50 matcher under säsongen förbättrade inte situationen.
Det fanns dock glädjeämnen. Daniel Alfredsson gjorde en strålande rookiesäsong, med 26 mål och 35 assist var han bäst i laget. Han blev den förste i klubben att vinna Calder Trophy, som ges till ligans bäste nykomling.
Senators genomförde också en betydelsefull bytesaffär. Man skickade Bryan Berard (förstavalet från draften 1995), Martin Straka och Don Beaupre till New York Islanders i utbyte mot Damian Rhodes och Wade Redden. Rhodes var en uppgradering över Beaupre på målvaktssidan, medan Redden var en stor backtalang.
Laget inledde säsongen med att vinna varannan match, men tog sedan bara fem poäng under november och december. I januari tog därför Jacques Martin över jobbet som huvudtränare, något som innebar en förbättring. Martin kunde dock inte hindra Senators från att återigen komma sist i ligan med 41 poäng.
Ottawa Senators skulle dock vända det hela under säsongen 1996–1997, under den nye coachen Martin. Jasjin spelade hela säsongen och gjorde 75 poäng. Alfredsson gjorde 71 poäng, medan Daigle gjorde habila 51 poäng. Dessutom gjorde debutanterna Andreas Dackell (31 poäng) och Wade Redden (30 poäng) bra debutsäsonger. Laget tog 77 poäng (36 fler än säsongen innan), och kom på sjunde plats i Eastern Conference; 1997 spelade Ottawa Senators för första gången på 80 år slutspel i NHL. Där blev man utslagna av Buffalo Sabres i sju matcher.

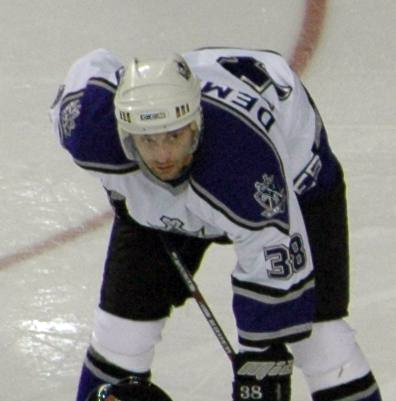
Pavol Demitra (här i Los Angeles Kings) spelade tre säsonger i Senators innan han 1996 skickades till St. Louis Blues i utbyte mot Christer Olsson. En av Senators sämsta affärer genom tiderna – Olsson flyttade hem till Sverige efter endast 30 matcher, Demitra utvecklades till en stjärna i Blues.

Senators fortsatte vara ett NHL-lag i mittenskiktet. Säsongen 1997–1998 tog man den sista slutspelsplatsen i Eastern Conference efter att ha fått ihop 83 poäng. Under säsongen bytte man bort Daigle; den före detta supertalangen hade visserligen gjort hyfsat med poäng, men hade verkat oengagerad och hade inte nått upp till förväntningarna som storstjärna. I januari 1998 skickades han till Philadelphia Flyers. I utbyte fick Senators Václav Prospal, ett andrarundsval i draften och Pat Falloon.
I slutspelet vann Senators för första gången en serie, när man slog ut New Jersey Devils i sex matcher. I kvartsfinalerna blev det dock förlust mot Washington Capitals, som spelade ut laget i fem matcher.
Efter 1998 etablerade sig Ottawa Senators som ett topplag. 103 poäng säsongen 1998–1999 var tredje bäst i hela NHL och gav en andraplats i Eastern Conference. Jasjin, Shawn McEachern och svensktrion Andreas Dackell, Magnus Arvedson och Andreas Johansson var lagets bästa poänggörare. Alfredsson hade skadeproblem och spelade endast 55 matcher. Trots den framgångsrika grundserien blev dock laget utslaget redan i den första slutspelsomgången; Buffalo Sabres vann fyra raka matcher mot dem i åttondelsfinalen.
Säsongen 1999–2000 präglades av nya kontraktsbråk med Jasjin. Konflikterna resulterade i att Jasjin vägrade spela en enda match under säsongen. Detta gjorde honom inte mer populär – fans och journalister gav honom öknamnet "Alexei Cashin" på grund av hans påstådda girighet. I hans frånvaro ledde Alfredsson, Prospal och de forna förstavalen Radek Bonk och Marián Hossa offensiven. Laget samlade ihop 95 poäng, vilket dock bara räckte till en andraplats i Northeast Division och en sjätteplats i Eastern Conference. Senators mötte Toronto Maple Leafs i åttondelsfinalerna i slutspelet och förlorade i sex matcher.
- 1993 – Missade slutspel.
- 1994 – Missade slutspel.
- 1995 – Missade slutspel.
- 1996 – Missade slutspel.
- 1997 – Förlorade i första ronden mot Buffalo Sabres med 3–4 i matcher.
- 1998 – Förlorade i andra ronden mot Washington Capitals med 1–4 i matcher.
- 1999 – Förlorade i första ronden mot Buffalo Sabres med 0–4 i matcher.
- 2000 – Förlorade i första ronden mot Toronto Maple Leafs med 2–4 i matcher.

### 2000-talet
Ottawa Senators satte klubbrekord säsongen 2000–2001, när de vann 48 matcher och samlade ihop 109 poäng. Jasjin var återigen tillbaka i spel och ledde laget med 88 poäng. 22-åringen Marian Hossa var tvåa med 75 poäng. Mönstret upprepade sig dock; efter en strålande grundsäsong blev det respass direkt i slutspelets första omgång. Återigen var det rivalen Maple Leafs som slog ut Senators, denna gång med 4–0 i en matchserie där målvakten Curtis Joseph stundtals stoppade Senators anfall helt på egen hand.
Jasjin hade på grund av sina strejker blivit impopulär bland både fans och lagkamrater. Efter att ha fullgjort sitt kontrakt blev han skickad till Islanders, i utbyte mot backen Zdeno Chára, forwarden Bill Muckalt och Islanders förstaval i draften 2001 (Jason Spezza). Alfredsson blev ny lagkapten.

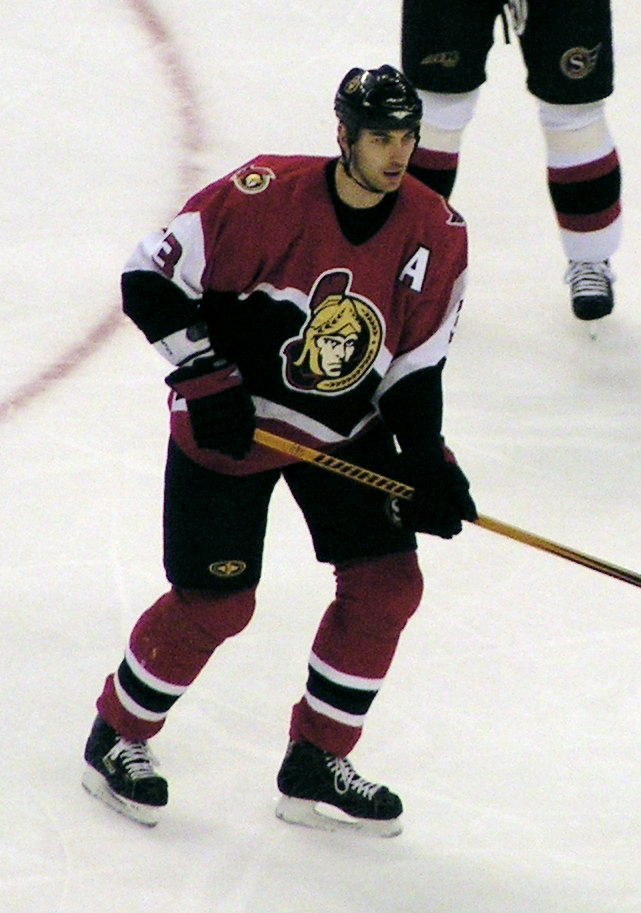
Zdeno Chara debuterade i Senators 2001, och utvecklades till en av lagets viktigaste spelare.

Säsongen 2001–2002 tog Senators 94 poäng och kom trea i Northeast Division (efter Boston Bruins och Maple Leafs). Den nyblivne lagkaptenen Alfredsson, som för första gången på flera år fick spela nästan en hel säsong, ledde laget i mål– och poänggörande. Tre av lagets forna förstaval i draften, Bonk, Hossa och Martin Havlát, var bland lagets fyra bästa poänggörare. Chára, som man bytt till sig i Jasjin–traden, var en av lagets bästa backar.
I första omgången av slutspelet vann man över Philadelphia Flyers med 4–1 i matcher. Sedan mötte Senators för tredje året i rad rivalen Maple Leafs, och för tredje året i rad blev man utslagna av Maple Leafs. Matchserien slutade 3–4 i matcher.
Efter att under lång tid ha haft finansiella problem var Senators nära konkurs inför säsongen 2002–03 och behövde nödfinansiering av NHL. Trots det prekära läget, eller kanske tack vare det, gjorde Senators sin bästa säsong någonsin. Laget vann 52 matcher, samlade ihop 113 poäng och vann NHL:s grundserie. Laget var också mer framgångsrikt i slutspelet än tidigare; efter att ha slagit ut New York Islanders och Philadelphia Flyers nådde Senators semifinal, där man mötte New Jersey Devils. Efter en jämn serie stod Devils som segrare med 4–3 i matcher.
Efter säsongen köptes laget av affärsmannen Eugene Melnyk, vilket lindrade de ekonomiska problemen.
Senators fortsatte att vara ett topplag i NHL, men hade stenhård konkurrens i Northeast Division. Säsongen 2003–2004 kom laget bara trea i divisionen, trots att man tog hela 102 poäng. Bruins och Maple Leafs tog 104 respektive 103 poäng, vilket gjorde att tre lag från Northwest Division fanns bland de sex bästa i NHL. Spelartruppen hade fått förstärkning av den slovakiske veteranen Peter Bondra och talangen Jason Spezza slog igenom med 55 poäng. I slutspelet blev det dock tidigt avsked; Senators förlorade den sjunde och avgörande matchen mot Maple Leafs med 1–4 och återigen hade en framgångsrik grundsäsong följts av ett misslyckande i slutspelet. Att kaptenen Alfredsson, när laget låg under med 2–3 i matcher, offentligt lovat avancemang till kvartsfinalen gjorde inte besvikelsen mindre.
Två dagar efter förlusten sparkades tränaren Martin; han hade gjort Senators till ett lag i toppen av grundserien, men inte lyckats leda dem till en Stanley Cup–final. Bryan Murray, tidigare i Anaheim Mighty Ducks, tog över. En annan syndabock var målvakten Patrick Lalime, som varit darrig under matchserien och inte ansågs vara pålitlig under press. Han byttes bort till St. Louis Blues för ett fjärderundsval i draften 2005.
På grund av konflikter mellan klubbarna (som ville införa lönetak) och spelarfacket NHLPA (som motsatte sig detta), ställdes hela säsongen 2004–2005 in. Under uppehållet genomförde Senators ett antal truppförändringar. Målvaktslegendaren Dominik Hašek värvades för att ersätta Lalime. Man genomförde också säsongens största bytesaffär; stjärnan Marián Hossa och backen Greg de Vries skickades till Atlanta Thrashers i utbyte mot Dany Heatley. Toppforwarden Heatley behövde miljöombyte efter några år i Atlanta, där han kraschat med sin bil i en olycka där lagkamraten Dan Snyder dog. Bytesaffären gagnade därför båda parter.

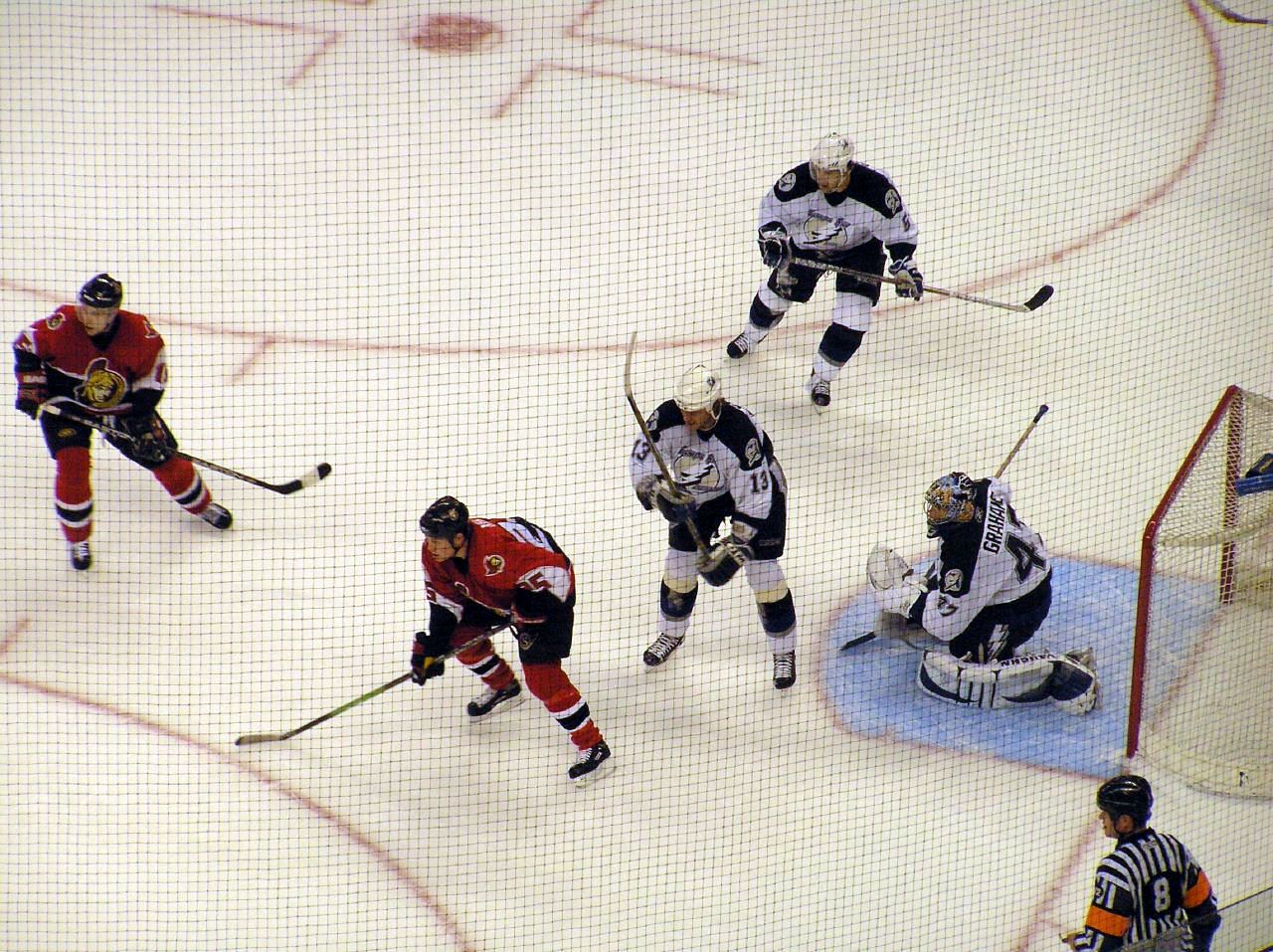
Ottawaspelare runt John Grahame i Tampa Bays mål. Under åttondelsfinalerna i slutspelet 2006.

Säsongen 2005–2006 var NHL igång igen. Klubbarna hade fått igenom sina krav på lönetak och hade nu ett begränsat budgetutrymme att värva spelare för. Man hade också infört regeländringar där ojust spel och hakningar straffades hårdare, för att främja offensivt och underhållande spel. Detta "nya" NHL passade Senators spel utmärkt. Laget radade upp vinster, en del rena utklassningar (bland annat vinster med 8–0, 8–2 och 7–0 mot ärkerivalerna Maple Leafs) och toppade Eastern Conference. Förstakedjan med Alfredsson, Spezza och Heatley var en av ligans bästa kedjor; alla tre var med i toppen av NHL:s poängliga. I målet var den 40-årige Hašek strålande fram till OS i Turin, då han skadade sig. Unge Ray Emery, som ersatte Hasek under slutet av säsongen och slutspelet, var dock stabil.
Efter den imponerande grundserien var Senators en av storfavoriterna till att vinna Stanley Cup. I åttondelsfinalerna slog man planenligt ut åttondeseedade Lightning med 4–1 i matcher. Emery blev den första rookiemålvakten sedan Brian Boucher 2000 att vinna en slutspelsserie. Men i kvartsfinalen hamnade man i underläge 1–3 mot ett snabbt och fokuserat Buffalo Sabres och när Jason Pominville rundade kaptenen Alfredsson och avgjorde i den femte matchen, så hade Senators återigen vikt ner sig i ett avgörande läge.
Det begränsade löneutrymmet gjorde att lagledningen blev tvungen att släppa en av sina två stjärnbackar, Chára och Wade Redden, till free agent–marknaden. Man valde att skriva nytt kontrakt med Redden, medan Chára släpptes och senare skrev på för Bruins. Senators genomförde också en tredelad bytesaffär, där man skickade iväg Havlat och Bryan Smolinski för backarna Tom Preissing och Michal Barinka, talangen Josh Hennessy och ett andrarundsval i draften 2008. Försvararen Joe Corvo och målvakten Martin Gerber värvades som free agents. Med Preissing och Corvo hoppades man kompensera den offensiv man tidigare fått från Chara, medan Gerber ersatte Hasek (som skrivit på för Detroit Red Wings).

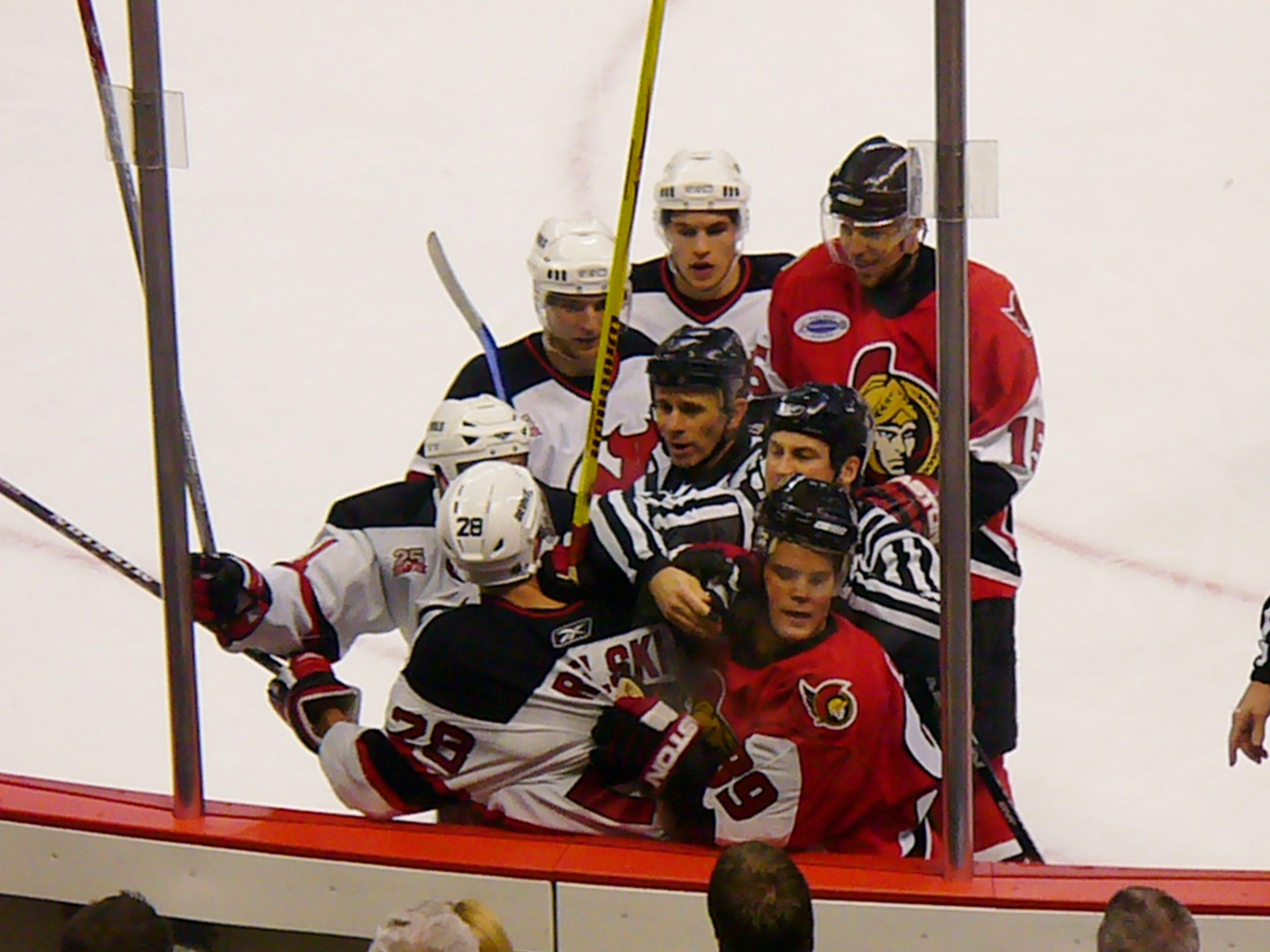
Ottawas Mike Comrie och New Jerseys Brian Rafalski bråkar under en grundseriematch 2007. Lagen skulle komma att mötas igen under slutspelet samma år.

Senators hade dock en medioker början av säsongen 2006–2007, där laget fick kämpa för att inte halka efter rejält. Förstakedjan var inte lika effektiv som tidigare och målvakten Gerber släppte in flera enkla mål. Sedan tidigare hade lagkaptenen Alfredsson kritiserats för lagets misslyckanden i slutspelet och nu ryktades det om en flytt till Los Angeles Kings för honom. Under december förbättrades dock resultaten, delvis beroende på att Emery blev förstemålvakt och spelade utmärkt. I januari bytte man till sig den snabbe centern Mike Comrie för talangen Alexei Kaigorodov, vilket gav större bredd i anfallet. Heatley, Spezza och Alfredsson började producera. Senators avslutade sedan grundsäsongen lysande; man vann tio av de femton sista matcherna. Det blev till slut 105 poäng och en fjärdeplats i Eastern Conference. Precis vid deadlinen för spelaraffärer bytte man också till sig den ryske tekniske forwarden Oleg Saprykin, som gav ytterligare offensiv spets.

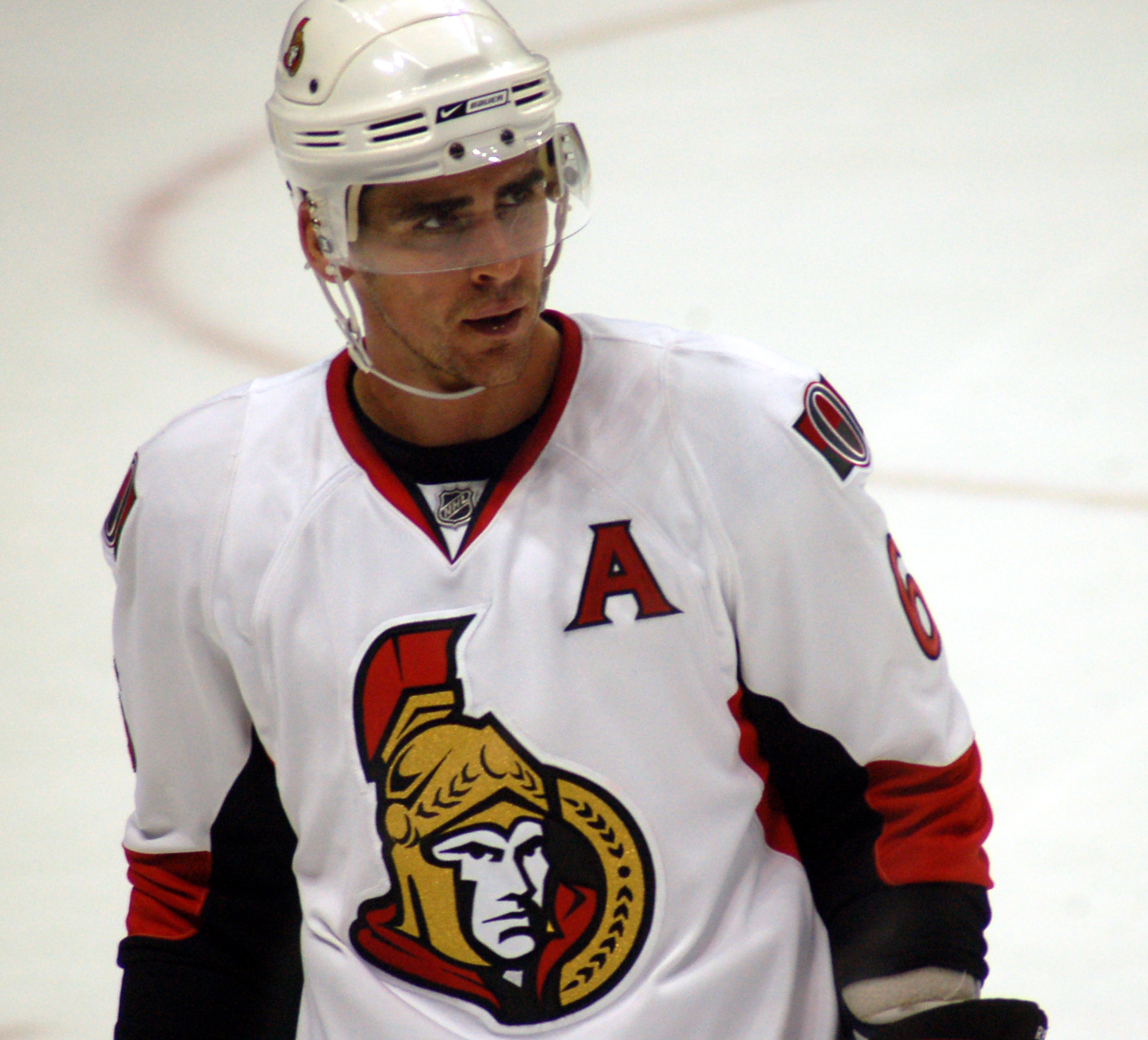
Under säsongerna 2006–2007 och 2007–2008 ryktades det om att Redden skulle vara på väg bort från laget. Ryktena slog in sommaren 2008, då han efter 11 år i Senators lämnade klubben.

Åttondelsfinalerna vann Senators enkelt över ett ungt Pittsburgh Penguins. I kvartsfinalerna mötte man New Jersey Devils med Martin Brodeur i målet. Med snabbt och fysiskt spel vann Senators matchserien med 4–1 och började framstå som en favorit till Stanley Cup–seger. Semifinalen blev en repris på kvartsfinalen året innan; Senators mötte Sabres, med i stort sett samma laguppställning som 2006. Tvärt emot vad många tippade tog Senators en komfortabel ledning med 3–0 i matcher och Sabres lyckades inte vända: 4–1 till Senators.
Inför Stanley Cup–finalen mot Anaheim Ducks var Senators favoriter; laget hade till synes enkelt slagit ut tre starka lag och uppvisade strålande form. Samtidigt hade Ducks kämpat sig genom en tät semifinalserie mot Red Wings, där de stundtals spelat odisciplinerat och ineffektivt. I de två första finalmatcherna ändrades detta. Ducks spel hindrade effektivt Senators offensiv. Speciellt Senators förstakedja, som tidigare varit lagets främsta vapen, misslyckades med att komma igenom Ducks höga forechecking. Efter två uddamålsförluster vann dock Alfredsson & Co den tredje finalmatchen med 5–3. Ducks vann däremot den andra matchen i Scotiabank Place, för att sedan avgöra det hela på hemmaplan mot ett uppgivet Senators.
Trots finalförlusten var 2006–2007 Senators bästa säsong i modern tid. Laget hade för första gången visat att man kunde prestera på topp i ett slutspel, något som tidigare ifrågasatts. Lagkaptenen Alfredsson vann både poängligan (med 22 poäng) och målligan (med 14 mål) i slutspelet.
Inför säsongen 2007–08 var förväntningarna höga på Senators; laget hade spelat Stanley Cup–final året innan och hade i stort sett hållit spelartruppen intakt. Man hade förvisso förlorat en del spelare; fjolårsvärvningarna Comrie och Saprykin blev free agents, liksom backen Preissing. För att få mer löneutrymme bytte man också bort Peter Shaefer till Bruins för den mer defensivt inriktade Shean Donovan. Nyckelspelarna var dock kvar och laget förväntades fortsätta dominera Eastern Conference. Förväntningarna infriades också – Senators vann elva av sina första tolv matcher. Målvakten Gerber, som säsongen innan varit darrig, var stabil som ersättare för en långtidsskadad Emery. "Pizzakedjan" med Alfredsson, Spezza och Heatley spelade strålande. Med undantag för en sju matcher lång svit utan vinst, var första halvan av säsongen lyckad.
Under andra halvan av säsongen var laget svajigare; man vann och förlorade om vartannat – delvis beroende på skador av nyckelspelare. Laget omgärdades också av viss turbulens kring målvakten Emery, som bland annat påstods ha uppträtt oprofessionellt och missat en träning. Varken Emery eller Gerber stod för något stabilt målvaktsspel, vilket bidrog till svackan. För att bredda laget bytte general managern Bryan Murray till sig den rutinerade forwarden Cory Stillman och den defensivt skicklige backen Mike Commodore från Carolina Hurricanes – i utbyte mot unge forwarden Patrick Eaves och Corvo. Men effekten uteblev. Efter att först ha förlorat med 0–5 mot Maple Leafs, följt av 0–4 mot Bruins, beslöt Murray att avskeda tränaren John Paddock och själv ta över tränarrollen.

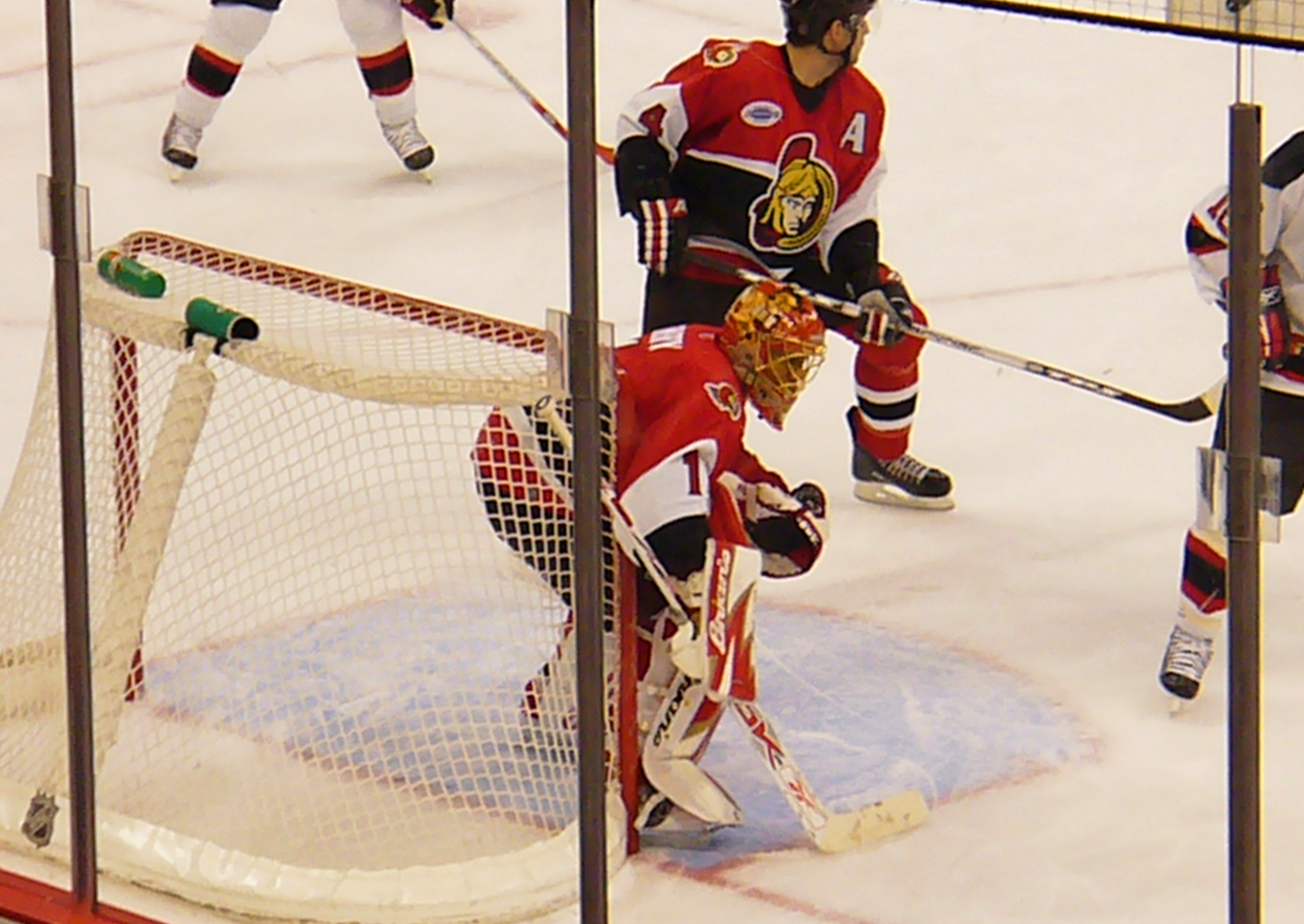
I slutspelet 2007 gjorde Emery succé som Senators förstemålvakt. Säsongen efter, då Emery mest utmärkte sig genom oprofessionellt beteende, köpte klubben ut honom från hans kontrakt.

Trots åtgärderna föll laget ihop de sista matcherna under grundsäsongen och förlorade tio av de sista tolv matcherna. Inför åttondelsfinalerna mot Penguins var Alfredsson och Spezza skadade. Penguins, å andra sidan, var i strålande form. Senators sopades enkelt undan med 4–0 i matcher. Inför säsongen hade Senators ansetts vara en favorit till Stanley Cup–seger; efter slutspelssortin var de ett tilltufsat, skadedrabbat lag med omdiskuterat ledarskap och tveksam lagmoral.
Inför säsongen 2008–2009 genomfördes ett antal förändringar i spelartruppen, varav flera hade florerat i rykten sedan tidigare. General managern Murray hade under säsongen försökt byta bort Emery; målvakten hade varit inblandad i flera kontroverser både på och utanför isen och innebar ett störningsmoment. När inget annat lag var intresserat blev Emery utköpt ur sitt kontrakt. Han skrev senare på för den ryska klubben Atlant Mytisjtji. Man avstod också från att skriva nytt kontrakt med Redden, vars ojämna spel ansågs vara en del av anledningen till Senators kollaps. Redden blev free agent och skrev på för Rangers. Stillman och Commodore blev båda free agents.
Från free agent-marknaden värvades målvakten Alex Auld, forwarden Jarkko Ruutu och försvararen Jason Smith. Smith var en rutinerad, defensivt stark back. Han hade dessutom goda ledaregenskaper, något som ansågs behövas i Senators splittrade spelartrupp.
Trots förstärkningarna blev säsongen 2008–2009 ett misslyckande för Senators. Laget började bra och man vann åtta matcher av tio möjliga i oktober, men i november blev det bara två segrar och i december endast tre. Spezza, Heatley och Alfredsson producerade inte lika mycket som tidigare – och bakom dem fanns lite offensiv kraft. Framförallt saknade laget en offensiv, spelskicklig back. I januari bytte laget till sig Comrie och Chris Campoli från Islanders för Dean McAmmond och ett förstarundsval. Trots detta lyckade laget aldrig ta sig över slutspelsstrecket; man slutade på elfte plats i konferensen, med 36 segrar och 83 poäng.
Under trade deadline i mars skickades Antoine Vermette till Columbus Blue Jackets i utbyte mot målvakten Pascal Leclaire och ett andrarundsval. Den 26-årige Leclaire hade slagit igenom säsongen innan men varit skadad större delen av säsongen.
- 2001 – Förlorade i första ronden mot Toronto Maple Leafs med 0–4 i matcher.
- 2002 – Förlorade i andra ronden mot Toronto Maple Leafs med 3–4 i matcher.
- 2003 – Förlorade i tredje ronden mot New Jersey Devils med 3–4 i matcher.
- 2004 – Förlorade i första ronden mot Toronto Maple Leafs med 3–4 i matcher.
- 2005 – Lockout.
- 2006 – Förlorade i andra ronden mot Buffalo Sabres med 1–4 i matcher.
- 2007 – Förlorade i finalen mot Anaheim Ducks med 1–4 i matcher.
- 2008 – Förlorade i första ronden mot Pittsburgh Penguins med 0–4 i matcher.
- 2009 – Missade slutspel.
- 2010 – Förlorade i första ronden mot Pittsburgh Penguins med 2–4 i matcher.

### 2010-talet

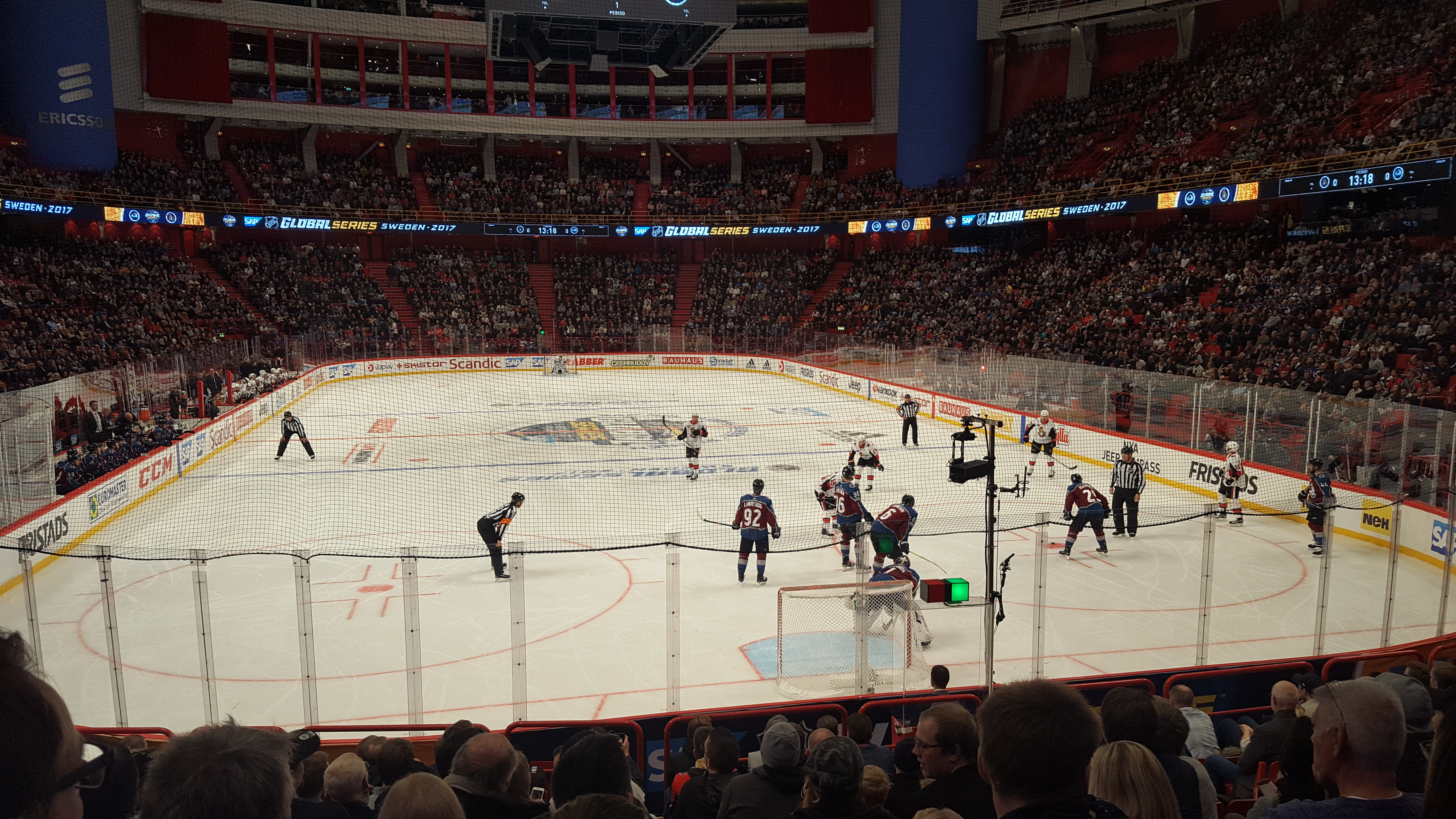
Match mellan Ottawa Senators mot Colorado Avalanche i Globen, Stockholm 2017.

Den 5 juli 2013 blev det klart att lagets långvarige lagkapten och stjärnforward Alfredsson valde att lämna Senators i och med free agent-perioden 2013 och skriva på för den amerikanska medlemsorganisationen Detroit Red Wings för ett år till ett värde av $5,5 miljoner varav $3,5 miljoner i lön medan resten är prestationsbonusar. Därmed avslutas en 20-årig era med Alfredsson och Senators. Den 14 september meddelade Senators att man har utsett centern Spezza till efterträdaren att axla lagkaptensrollen efter Alfredsson, medan backen Chris Phillips och forwarden Chris Neil blev utsedda till organisationens assisterande lagkaptener.
- 2011 – Missade slutspel.
- 2012 – Förlorade i första ronden mot New York Rangers med 3–4 i matcher.
- 2013 – Förlorade i andra ronden mot Pittsburgh Penguins med 1–4 i matcher.
- 2014 – Missade slutspel.
- 2015 – Förlorade i första ronden mot Montreal Canadiens med 2–4 i matcher.
- 2016 – Missade slutspel.
- 2017 – Förlorade i tredje ronden mot Pittsburgh Penguins med 3–4 i matcher.
- 2018 – Missade slutspel.
- 2019 – Missade slutspel.

### 2020-talet
- 2020 – Missade slutspel.
- 2021 – Missade slutspel.
- 2022 – Missade slutspel.
- 2023 – Missade slutspel.
- 2024 – Missade slutspel.
- 2025 – Förlorade i första ronden mot Toronto Maple Leafs med 2–4 i matcher.

## Nuvarande spelartrupp

### Spelartruppen 2025/2026
Senast uppdaterad: 19 juli 2025.

Alla spelare som har kontrakt med Ottawa Senators och har spelat för dem under aktuell säsong listas i spelartruppen. Spelarnas löner är i amerikanska dollar och är vad de skulle få ut om de vore i NHL-truppen under hela grundserien (oktober–april). Löner i kursiv stil är ej bekräftade.
| Målvakter                                                                                     | Målvakter | Målvakter          | Målvakter          | Målvakter   | Målvakter | Målvakter | Målvakter      | Målvakter                   | Målvakter | Målvakter |
| Nr                                                                                            |           | Namn               | Namn               | Lön 25/26   |           | Kontrakt  | Kom till laget | Kom ifrån                   |           |           |
| --------------------------------------------------------------------------------------------- | --------- | ------------------ | ------------------ | ----------- | --------- | --------- | -------------- | --------------------------- | --------- | --------- |
| 1                                                                                             | Finland   | Leevi Meriläinen   | Leevi Meriläinen   | $1 050 000  | [ 28 ]    | 2026      | 2024           | Belleville Senators         |           |           |
| 35                                                                                            | Sverige   | Linus Ullmark      | Linus Ullmark      | $7 000 000  | [ 29 ]    | 2029      | 2024           | Boston Bruins               |           |           |
| 40                                                                                            | Danmark   | Mads Søgaard       | Mads Søgaard       | $775 000    | [ 30 ]    | 2026      | 2024           | Belleville Senators         |           |           |
| --                                                                                            | Kanada    | Jackson Parsons    | Jackson Parsons    | $825 000    | [ 31 ]    | 2028      | 2025           | Kitchener Rangers           |           |           |
| --                                                                                            | USA       | Hunter Shepard     | Hunter Shepard     | $775 000    | [ 32 ]    | 2026      | 2025           | Hershey Bears               |           |           |
| Backar                                                                                        |           |                    |                    |             |           |           |                |                             |           |           |
| Nr                                                                                            |           | Namn               | Namn               | Lön 25/26   |           | Kontrakt  | Kom till laget | Kom ifrån                   |           |           |
| 2                                                                                             | Ryssland  | Artiom Zub         | Artiom Zub         | $4 800 000  | [ 33 ]    | 2027      | 2020           | SKA Sankt Petersburg        |           |           |
| 3                                                                                             | USA       | Nick Jensen        | Nick Jensen        | $3 000 000  | [ 34 ]    | 2026      | 2024           | Washington Capitals         |           |           |
| 26                                                                                            | Kanada    | Carter Yakemchuk   | Carter Yakemchuk   | $975 000    | [ 35 ]    | 2028      | 2024           | Calgary Hitmen              |           |           |
| 33                                                                                            | Finland   | Nikolas Matinpalo  | Nikolas Matinpalo  | $825 000    | [ 36 ]    | 2027      | 2024           | Belleville Senators         |           |           |
| 43                                                                                            | USA       | Tyler Kleven       | Tyler Kleven       | $1 500 000  | [ 37 ]    | 2027      | 2023           | Belleville Senators         |           |           |
| 56                                                                                            | Kanada    | Jorian Donovan     | Jorian Donovan     | $775 000    | [ 38 ]    | 2027      | 2023           | Hamilton Bulldogs           |           |           |
| 72                                                                                            | Kanada    | Thomas Chabot − A  | Thomas Chabot − A  | $10 000 000 | [ 39 ]    | 2028      | 2017           | Belleville Senators         |           |           |
| 73                                                                                            | Kanada    | Djibril Touré      | Djibril Touré      | $810 000    | [ 40 ]    | 2026      | 2023           | Sudbury Wolves              |           |           |
| 82                                                                                            | Kanada    | Matthew Andonovski | Matthew Andonovski | $855 000    | [ 41 ]    | 2028      | 2024           | Kitchener Rangers           |           |           |
| 85                                                                                            | USA       | Jake Sanderson     | Jake Sanderson     | $8 050 000  | [ 42 ]    | 2032      | 2022           | North Dakota Fighting Hawks |           |           |
| 98                                                                                            | Tjeckien  | Tomáš Hamara       | Tomáš Hamara       | $775 000    | [ 43 ]    | 2027      | 2023           | Kitchener Rangers           |           |           |
| --                                                                                            | Kanada    | Jordan Spence      | Jordan Spence      | $1 700 000  | [ 44 ]    | 2026      | 2025           | Los Angeles Kings           |           |           |
| --                                                                                            | Finland   | Lassi Thomson      | Lassi Thomson      | $775 000    | [ 45 ]    | 2026      | 2025           | Malmö Redhawks              |           |           |
| Forwards                                                                                      |           |                    |                    |             |           |           |                |                             |           |           |
| Nr                                                                                            |           | Namn               | Pos                | Lön 25/26   |           | Kontrakt  | Kom till laget | Kom ifrån                   |           |           |
| 7                                                                                             | USA       | Brady Tkachuk − C  | VF                 | $10 500 000 | [ 46 ]    | 2028      | 2018           | Boston University Terriers  |           |           |
| 12                                                                                            | USA       | Shane Pinto        | C                  | $5 000 000  | [ 47 ]    | 2026      | 2021           | North Dakota Fighting Hawks |           |           |
| 17                                                                                            | Kanada    | Zack MacEwen       | HF/C               | $775 000    | [ 48 ]    | 2026      | 2023           | Los Angeles Kings           |           |           |
| 18                                                                                            | Tyskland  | Tim Stutzle        | C                  | $9 000 000  | [ 49 ]    | 2031      | 2020           | Adler Mannheim              |           |           |
| 19                                                                                            | Kanada    | Drake Batherson    | HF                 | $6 500 000  | [ 50 ]    | 2027      | 2018           | Belleville Senators         |           |           |
| 20                                                                                            | Sverige   | Fabian Zetterlund  | HF                 | $3 800 000  | [ 51 ]    | 2028      | 2025           | San Jose Sharks             |           |           |
| 21                                                                                            | Kanada    | Nick Cousins       | VF/C               | $825 000    | [ 52 ]    | 2026      | 2024           | Florida Panthers            |           |           |
| 22                                                                                            | Kanada    | Michael Amadio     | YF/C               | $2 800 000  | [ 53 ]    | 2027      | 2024           | Vegas Golden Knights        |           |           |
| 24                                                                                            | Kanada    | Dylan Cozens       | C/HF               | $7 100 000  | [ 54 ]    | 2030      | 2025           | Buffalo Sabres              |           |           |
| 28                                                                                            | Kanada    | Claude Giroux − A  | HF/C               | $2 000 000  | [ 55 ]    | 2026      | 2022           | Florida Panthers            |           |           |
| 42                                                                                            | Kanada    | Hayden Hodgson     | HF                 | $775 000    | [ 56 ]    | 2027      | 2025           | Belleville Senators         |           |           |
| 43                                                                                            | Sverige   | Oskar Pettersson   | HF                 | $865 000    | [ 57 ]    | 2027      | 2023           | Rögle BK                    |           |           |
| 54                                                                                            | USA       | Tyler Boucher      | HF                 | $832 500    | [ 58 ]    | 2026      | 2023           | Ottawa 67's                 |           |           |
| 57                                                                                            | Kanada    | David Perron       | HF/VF              | $4 000 000  | [ 59 ]    | 2026      | 2024           | Detroit Red Wings           |           |           |
| 71                                                                                            | Kanada    | Ridly Greig        | C/VF               | $2 750 000  | [ 60 ]    | 2029      | 2023           | Belleville Senators         |           |           |
| 83                                                                                            | Kanada    | Stephen Halliday   | C                  | $950 000    | [ 61 ]    | 2026      | 2024           | Ohio State Buckeyes         |           |           |
| --                                                                                            | USA       | Wyatt Bongiovanni  | C                  | $775 000    | [ 62 ]    | 2026      | 2024           | Manitoba Moose              |           |           |
| --                                                                                            | Kanada    | Xavier Bourgault   | HF                 | $775 000    | [ 63 ]    | 2026      | 2024           | Bakersfield Condors         |           |           |
| --                                                                                            | Kanada    | Jake Chiasson      | C                  | $845 000    | [ 64 ]    | 2026      | 2024           | Fort Wayne Komets           |           |           |
| --                                                                                            | Danmark   | Lars Eller         | C                  | $1 250 000  | [ 65 ]    | 2026      | 2025           | Washington Capitals         |           |           |
| --                                                                                            | Kanada    | Lucas Ellinas      | C/VF               | $875 000    | [ 66 ]    | 2028      | 2025           | Kitchener Rangers           |           |           |
| --                                                                                            | USA       | Arthur Kaliyev     | HF/VF              | $775 000    | [ 67 ]    | 2026      | 2025           | New York Rangers            |           |           |
| --                                                                                            | Sverige   | Olle Lycksell      | HF                 | $775 000    | [ 68 ]    | 2026      | 2025           | Lehigh Valley Phantoms      |           |           |
| --                                                                                            | Kanada    | Garrett Pilon      | C                  | $775 000    | [ 69 ]    | 2026      | 2023           | Hershey Bears               |           |           |
| Positioner: C – HF – VF – YF \| C = Lagkapten; A = Assisterande lagkapten \| = Långtidsskadad |           |                    |                    |             |           |           |                |                             |           |           |

#### Spelargalleri

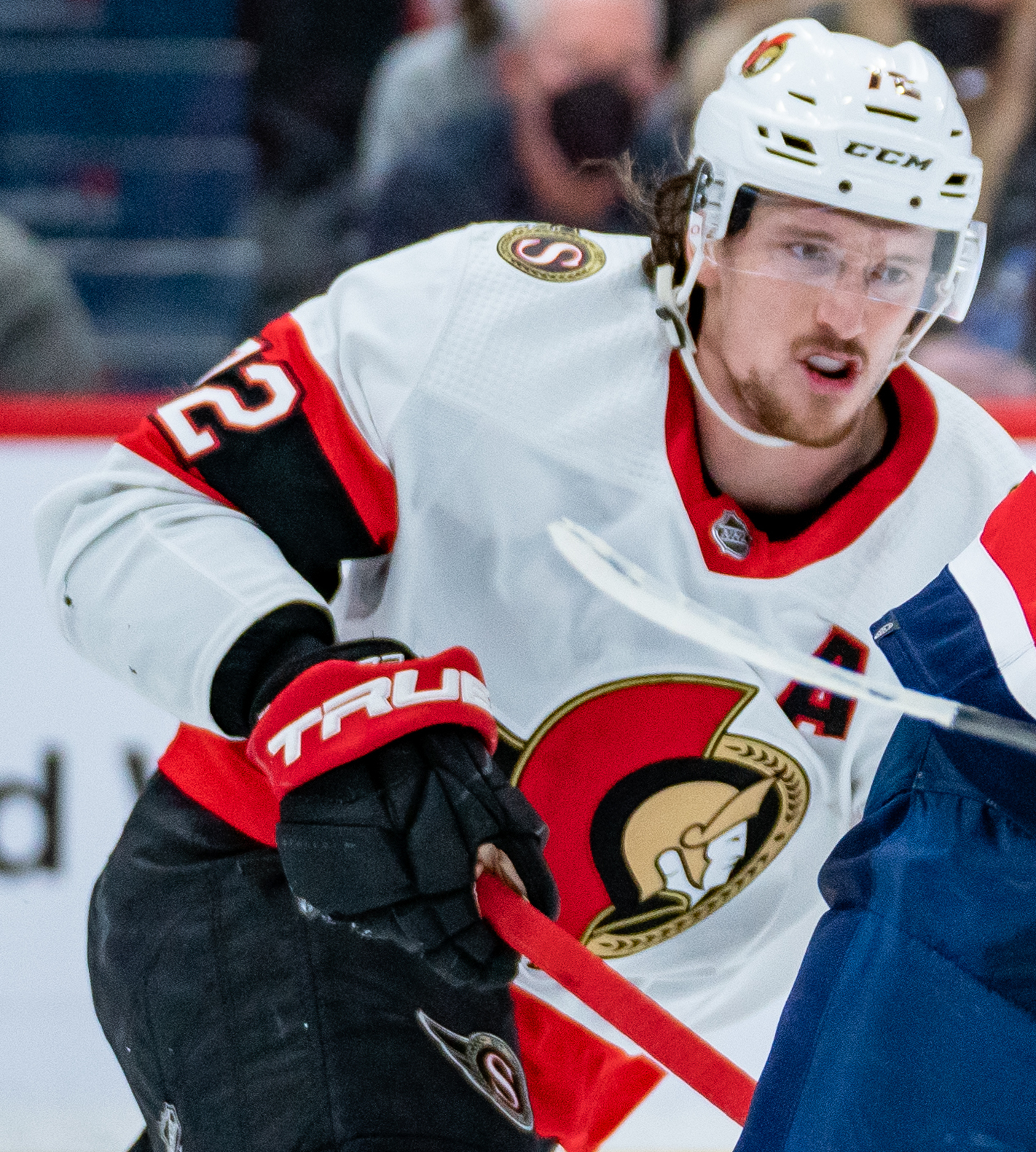
Thomas Chabot
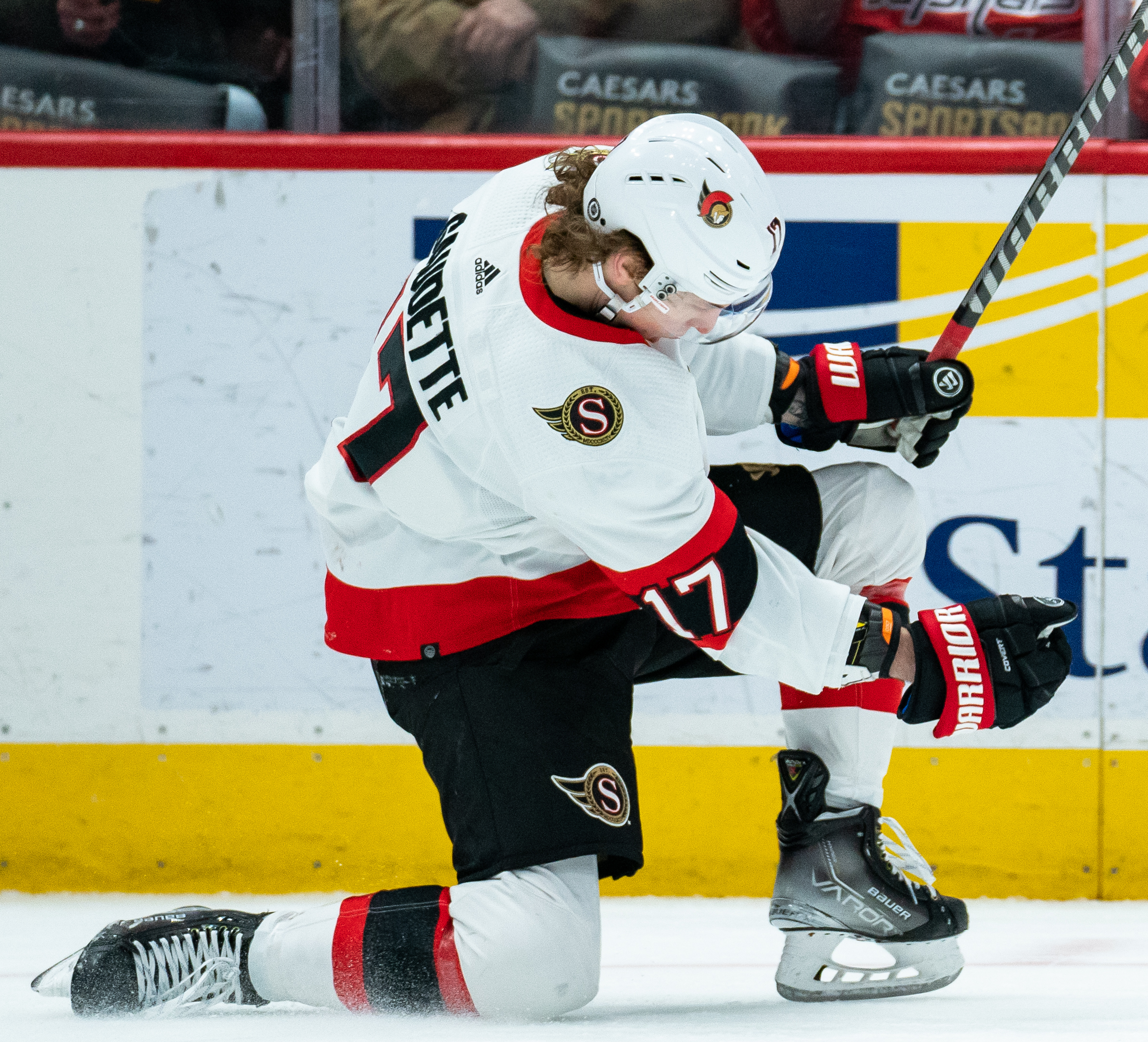
Adam Gaudette
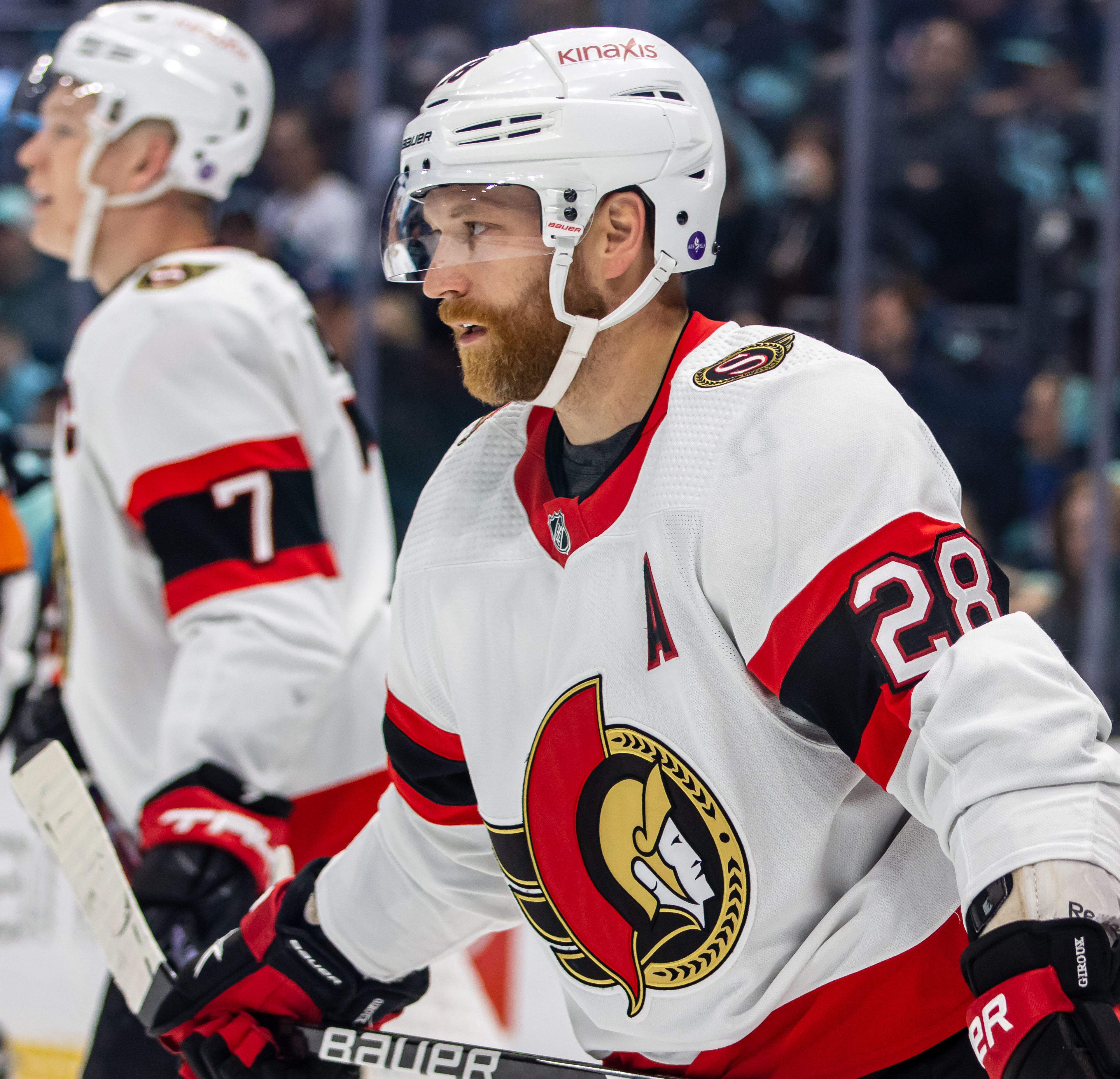
Claude Giroux
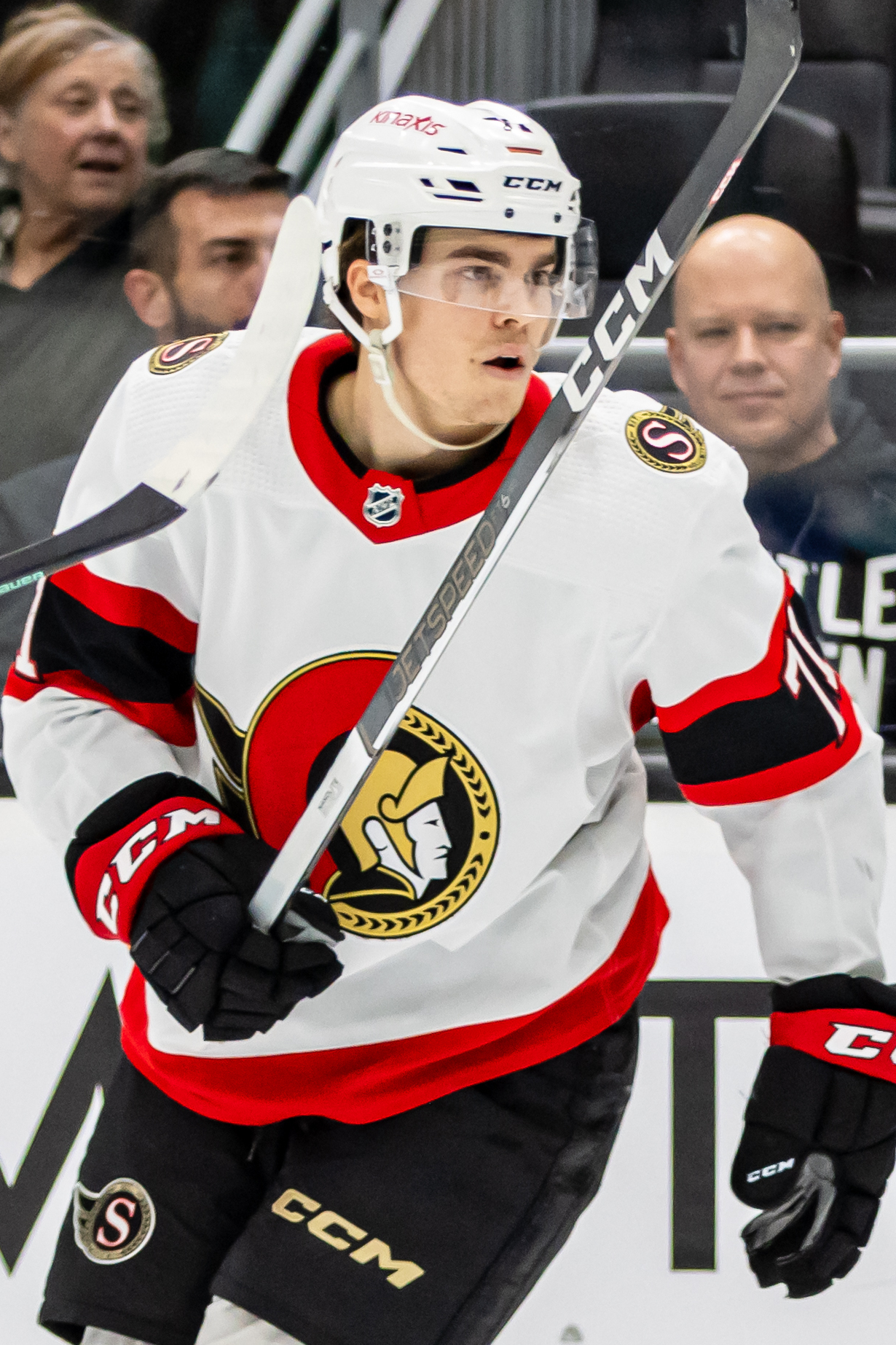
Ridly Greig
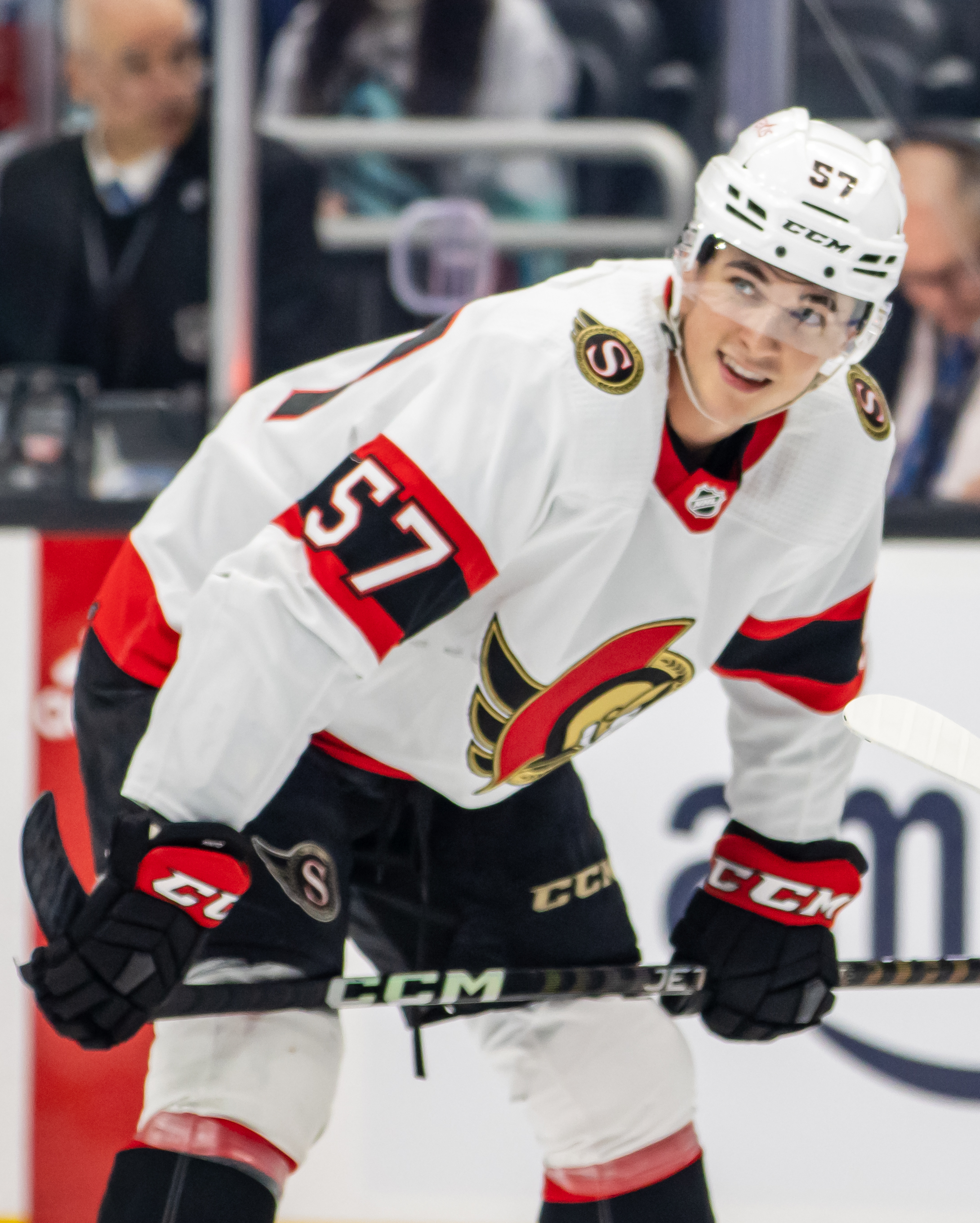
Shane Pinto
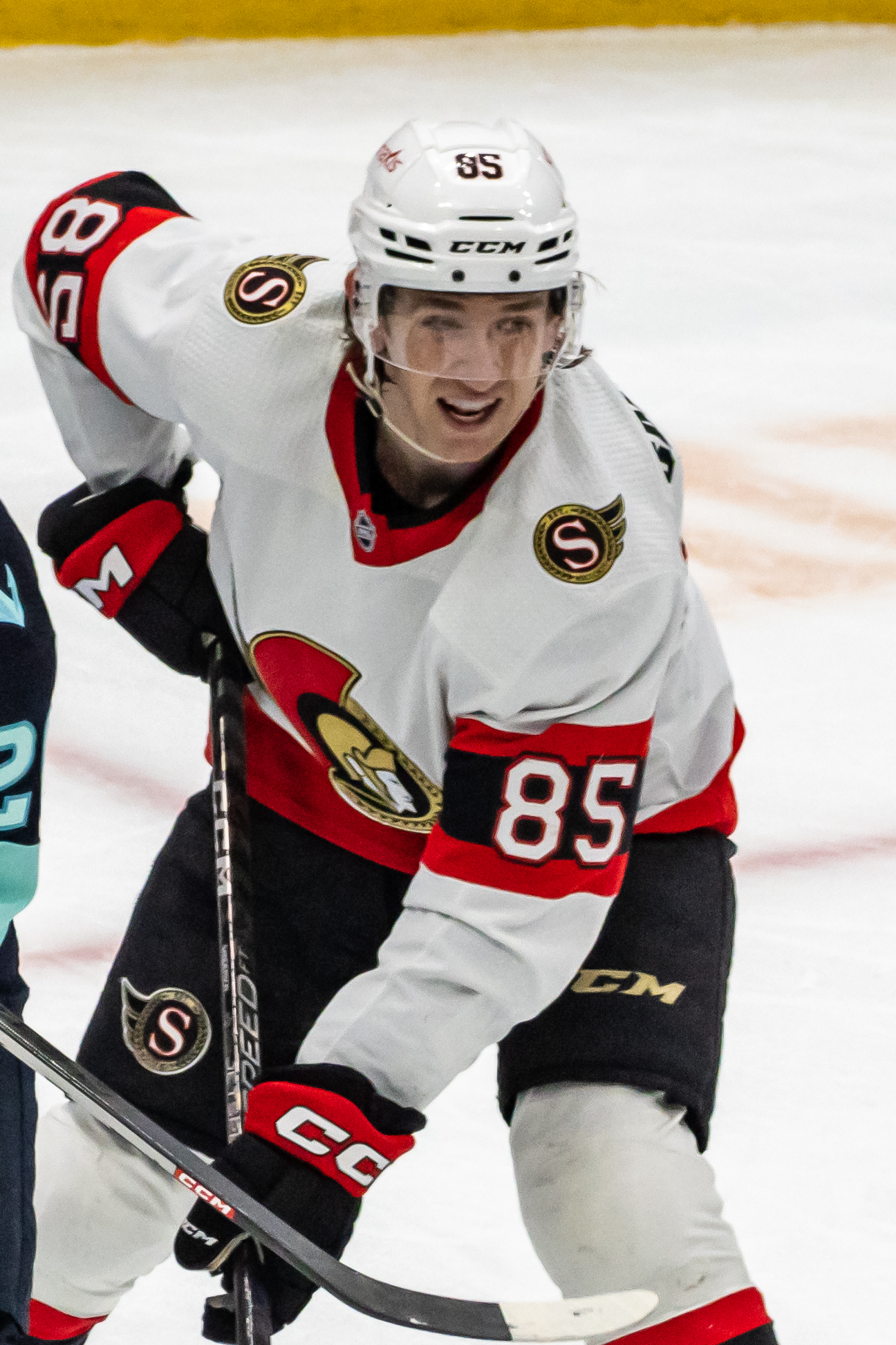
Jake Sanderson
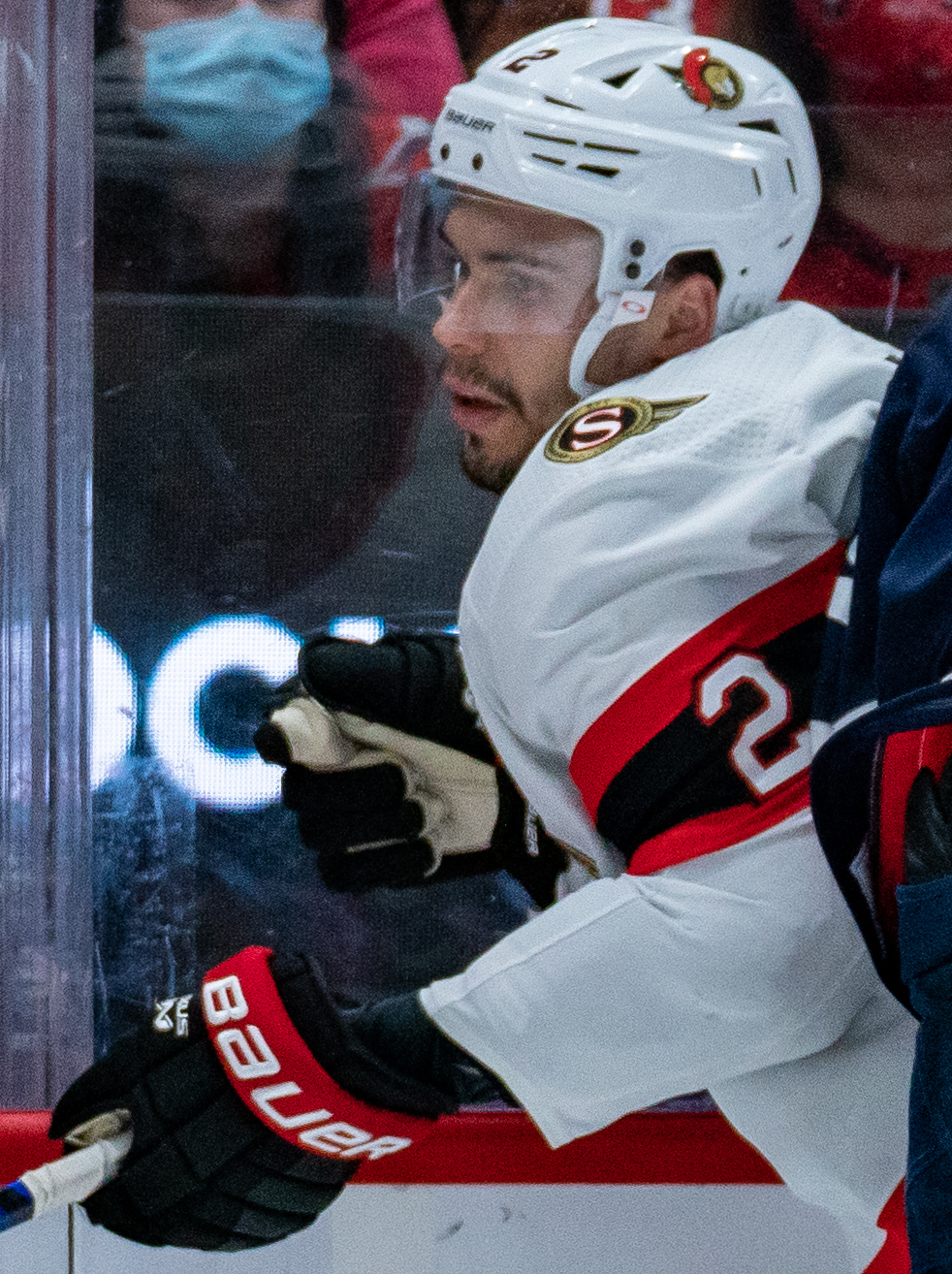
Artiom Zub

## Staben

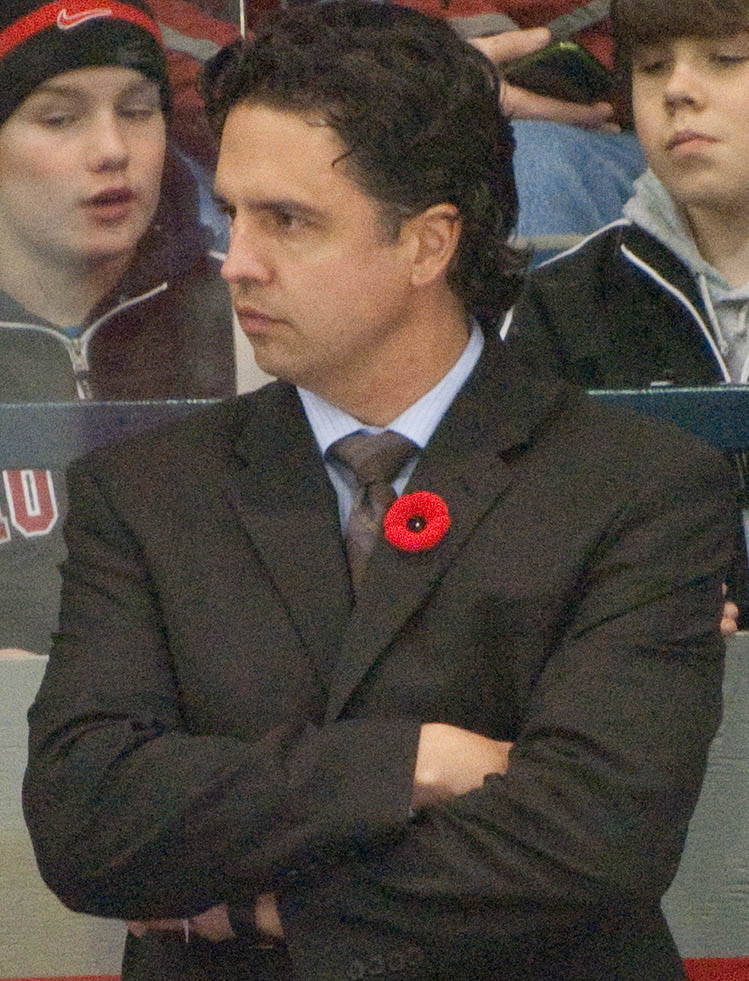
Travis Green, 2010.

Uppdaterat: 8 maj 2024
| Yrkestitel              | Namn             |
| ----------------------- | ---------------- |
| General manager         | Steve Staios     |
| Tränare                 | Travis Green     |
| Assisterande tränare    | Jack Capuano     |
| Assisterande tränare    | Bob Jones        |
| Assisterande tränare    | Davis Payne      |
| Assisterande tränare    | Ben Sexton       |
| Målvaktscoach           | Zac Bierk        |
| Videocoach              | Michael King     |
| Assisterande videocoach | Evan Mathias     |
| Utvecklingstränare      | Shean Donovan    |
| Utvecklingstränare      | Wade Redden      |
| Utvecklingstränare      | Jesse Winchester |

## Utmärkelser

### Pensionerade nummer
Två spelares nummer har blivit "pensionerade" av klubben, det vill säga ingen annan spelare kommer någonsin att få använda samma nummer i Ottawa Senators. Ytterligare ett nummer har blivit pensionerat av själva ligan.
- #8 - Frank Finnigan (Spelade för originallaget Ottawa Senators mellan 1923 och 1934.)
- #11 - Daniel Alfredsson (Spelade för Ottawa Senators mellan 1995 och 2013 och var lagkapten från och med 1999.)
- #99 - Wayne Gretzky (NHL)

### Hall of Famers

#### Ledare
En ledare som har varit involverad i Senators och blivit invald i Hockey Hall of Fame.
| - Roger Neilson (Invald 2002) - Var både tränare och assisterande tränare för Senators mellan 2001 och 2003. |

### Troféer
| Presidents' Trophy - 2002-2003 Prince of Wales Trophy - 2006-2007 Calder Memorial Trophy - Daniel Alfredsson: 1995-1996 | Jack Adams Award - Jacques Martin: 1998-1999 James Norris Memorial Trophy - Erik Karlsson: 2011-2012, 2014-2015 King Clancy Memorial Trophy - Daniel Alfredsson: 2011-2012 NHL Plus/Minus Award - Wade Redden: 2005-2006 |

## General manager
| - Mel Bridgman, 1991–1993 - Randy Sexton, 1993–1995 - Pierre Gauthier, 1995–1998 - Rick Dudley, 1998–1999 - Marshall Johnston, 1999–2002 | - John Muckler, 2002–2007 - Bryan Murray, 2007–2016 - Pierre Dorion, 2016–2023 - Steve Staios, 2023– |

## Tränare
| - Rick Bowness, 1992–1996 - Dave Allison, 1996 - Jacques Martin, 1996–2004 - Roger Neilson, 2002 - Bryan Murray, 2005–2008 - John Paddock, 2007–2008 - Craig Hartsburg, 2008–2009 - Cory Clouston, 2009–2011 | - Paul MacLean, 2011–2014 - Dave Cameron, 2014–2016 - Guy Boucher, 2016–2019 - Marc Crawford, 2019 - D.J. Smith, 2019–2023 - Jacques Martin, 2023–2024 - Travis Green, 2024– |

## Lagkaptener
| - Laurie Boschman, 1992–1993 - Mark Lamb, 1993–1994 - Ingen var utsedd till lagkapten (Lockout), 1994–1995 - Randy Cunneyworth, 1995–1998 - Aleksej Jasjin, 1998–1999 | - Daniel Alfredsson, 1999–2013 - Jason Spezza, 2013–2014 - Erik Karlsson, 2014–2018 - Brady Tkachuk, 2021– |

## Statistik

### Poängledare
Topp tio för mest poäng i klubbens historia. Siffrorna uppdateras efter varje genomförd säsong.

Pos = Position; SM = Spelade matcher; M = Mål; A = Assists; P = Poäng; P/M = Poäng per match * = Fortfarande aktiv i organisationen ** = Fortfarande aktiv i NHL

#### Grundserie
Uppdaterat efter 2012-13
| Spelare           | Pos | SM   | M   | A   | P    | P/M  |
| Daniel Alfredsson | HF  | 1178 | 426 | 682 | 1108 | .94  |
| Jason Spezza**    | C   | 686  | 251 | 436 | 687  | 1.00 |
| Aleksej Jasjin    | C   | 504  | 218 | 273 | 491  | 0,97 |
| Erik Karlsson     | B   | 533  | 108 | 323 | 431  | 0,80 |
| Wade Redden       | B   | 838  | 101 | 309 | 410  | 0,49 |
| Radek Bonk        | C   | 689  | 152 | 247 | 399  | 0,58 |
| Marian Hossa**    | HF  | 467  | 188 | 202 | 390  | 0,84 |
| Dany Heatley      | VF  | 317  | 180 | 182 | 362  | 1,14 |
| Mike Fisher**     | C   | 675  | 167 | 181 | 348  | 0,51 |
| Shawn McEachern   | VF  | 454  | 142 | 162 | 304  | 0,67 |

## Svenska spelare
Uppdaterat: 2017-02-18
| Målvakter        | Målvakter | Målvakter | Målvakter | Målvakter | Målvakter | Målvakter  | Målvakter | Målvakter | Målvakter | Målvakter | Målvakter | Målvakter | Målvakter  | Målvakter | Målvakter | Målvakter | Målvakter | Målvakter   |
| Spelare          | #         | Från      | Till      | Matcher¹  | Vinster¹  | Förluster¹ | Övertid¹  | GAA¹      | SVS%¹     | Nollor¹   | Matcher²  | Vinster²  | Förluster² | Övertid²  | GAA²      | SVS%²     | Nollor²   | Stanley Cup |
| ---------------- | --------- | --------- | --------- | --------- | --------- | ---------- | --------- | --------- | --------- | --------- | --------- | --------- | ---------- | --------- | --------- | --------- | --------- | ----------- |
| Robin Lehner     | 40        | 2010      | 2015      | 86        | 30        | 36         | 13        | 2,49      | .925      | 2         | 0         | 1         | 0          | -         | 2,45      | .920      | 0         | 0           |
| Anton Forsberg   | 31        | 2020      |           |           |           |            |           |           |           |           |           |           |            |           |           |           |           |             |
| Filip Gustavsson | 32        | 2020      | 2022      | 27        | 10        | 13         | 3         | 3,08      | 90,56     | 0         | 0         | 0         | 0          | 0         | 0         | 0         | 0         | 0           |
| Anders Nilsson   | 31        | 2018      | 2020      | 44        | 20        | 20         | 2         |           |           | 0         | 0         | 0         | 0          | 0         | 0         | 0         | 0         | 0           |
| Marcus Högberg   | 1         | 2018      | 2021      | 42        | 9         | 17         | 17        | 3,39      | .894      | 0         | 0         | 0         | 0          | 0         | 0         | 0         | 0         | 0           |
| Linus Ullmark    | 34        | 2024      |           |           |           |            |           |           |           |           |           |           |            |           |           |           |           |             |
| Magnus Hellberg  | 34        | 2024      | 45        | 1         | 1         | 0          | 0         | 2,00      | .935      | 0         | 0         | 0         | 0          | 0         | 0         | 0         | 0         | 0           |

| Utespelare         | Utespelare | Utespelare | Utespelare | Utespelare | Utespelare | Utespelare | Utespelare | Utespelare | Utespelare | Utespelare | Utespelare | Utespelare | Utespelare | Utespelare | Utespelare | Utespelare  |
| Spelare            | Pos        | #          | K/A        | Från       | Till       | Matcher¹   | Mål¹       | Assists¹   | Poäng¹     | PIM¹       | Matcher²   | Mål²       | Assists¹   | Poäng²     | PIM²       | Stanley Cup |
| ------------------ | ---------- | ---------- | ---------- | ---------- | ---------- | ---------- | ---------- | ---------- | ---------- | ---------- | ---------- | ---------- | ---------- | ---------- | ---------- | ----------- |
| Robert Burakovsky  | HF         | 24         |            | 1993       | 1994       | 23         | 2          | 3          | 5          | 6          | 0          | 0          | 0          | 0          | 0          | 0           |
| Daniel Alfredsson  | HF         | 11         | A, K       | 1995       | 2013       | 1178       | 426        | 682        | 1108       | 500        | 121        | 51         | 49         | 100        | 78         | 0           |
| Andreas Dackell    | HF         | 10         |            | 1996       | 2001       | 401        | 65         | 115        | 180        | 104        | 32         | 4          | 3          | 7          | 4          | 0           |
| Christer Olsson    | B          | 23, 5      |            | 1996       | 1997       | 25         | 2          | 3          | 5          | 10         | 0          | 0          | 0          | 0          | 0          | 0           |
| Magnus Arvedson    | VF         | 20         |            | 1997       | 2003       | 393        | 92         | 117        | 209        | 229        | 52         | 3          | 8          | 11         | 34         | 0           |
| Per Gustafsson     | B          | 3, 38      |            | 1998       | 1998       | 9          | 0          | 1          | 1          | 6          | 1          | 0          | 0          | 0          | 0          | 0           |
| Andreas Johansson  | C          | 21         |            | 1998       | 1999       | 69         | 21         | 16         | 37         | 34         | 2          | 0          | 0          | 0          | 0          | 0           |
| Ricard Persson     | B          | 27         |            | 2000       | 2002       | 67         | 3          | 15         | 18         | 77         | 4          | 0          | 0          | 0          | 15         | 0           |
| Erik Karlsson      | B          | 65         | A/K        | 2009       | 2018       | 627        | 126        | 392        | 518        | 316        | 48         | 6          | 31         | 37         | 26         | 0           |
| André Petersson    | HF         | 20         |            | 2011       | 2014       | 1          | 0          | 0          | 0          | 0          | 0          | 0          | 0          | 0          | 0          | 0           |
| David Rundblad     | B          | 7          |            | 2011       | 2012       | 24         | 1          | 3          | 4          | 6          | 0          | 0          | 0          | 0          | 0          | 0           |
| Jakob Silfverberg  | VF         | 33         |            | 2011       | 2013       | 48         | 10         | 9          | 19         | 12         | 12         | 2          | 2          | 4          | 4          | 0           |
| Mika Zibanejad     | C          | 93         |            | 2011       | 2016       | 281        | 64         | 87         | 151        | 64         | 16         | 2          | 6          | 6          | 0          | 0           |
| Fredrik Claesson   | B          | 33         |            | 2015       | 2017       | 113        | 4          | 16         | 20         | 41         | 14         | 0          | 3          | 3          | 4          | 0           |
| Magnus Pääjärvi    | VF         | 56         |            | 2017       | 2019       | 115        | 17         | 10         | 27         | 10         | 0          | 0          | 0          | 0          | 0          | 0           |
| Oscar Lindberg     | C          | 24         |            | 2018       | 2019       | 20         | 5          | 3          | 8          | 4          | 0          | 0          | 0          | 0          | 0          | 0           |
| Erik Brännström    | B          | 26         |            | 2018       | 2024       | 266        | 7          | 62         | 69         | 145        | 0          | 0          | 0          | 0          | 0          | 0           |
| Viktor Stålberg    | VF         | 24         |            | 2016       | 2017       | 18         | 2          | 2          | 4          | 8          | 17         | 0          | 2          | 2          | 2          | 0           |
| Andreas Englund    | B          | 39         |            | 2016       | 2020       | 33         | 0          | 3          | 3          | 24         | 0          | 0          | 0          | 0          | 0          | 0           |
| Jonathan Davidsson | VF         | 17         |            | 2019       | 2020       | 6          | 0          | 1          | 1          | 0          | 0          | 0          | 0          | 0          | 0          | 0           |
| Viktor Lodin       | C          | 42         |            | 2021       | 2022       | 1          | 0          | 0          | 0          | 0          | 0          | 0          | 0          | 0          | 0          | 0           |
| Filip Roos         | B          |            |            | 2024       |            | 0          | 0          | 0          | 0          | 0          | 0          | 0          | 0          | 0          | 0          | 0           |

¹ = Grundserie
² = Slutspel
Övertid = Vunnit matcher som har gått till övertid. | GAA = Insläppta mål i genomsnitt | SVS% = Räddningsprocent | Nollor = Hållit nollan det vill säga att motståndarlaget har ej lyckats göra mål på målvakten under en match. | K/A = Om spelare har varit lagkapten och/eller assisterande lagkapten | PIM = Utvisningsminuter

## Första draftval
| - 1992: Aleksej Jasjin (Senators, Islanders) (1993–2007, C) Vald som nummer två. - 1993: Alexandre Daigle (Senators, Flyers, Lightning, Rangers, Penguins, Wild) (1993–2000, 2002–2006, HF) Vald som nummer ett. - 1994: Radek Bonk (Senators, Canadiens, Predators) (1994–2009, C) Vald som nummer tre. - 1995: Bryan Berard (Islanders, Maple Leafs, Rangers, Bruins, Blackhawks, Blue Jackets) (1996–2008, B) Vald som nummer ett. - 1996: Chris Phillips (Senators) (1997–2015, B) Vald som nummer ett. - 1997: Marián Hossa (Senators, Thrashers, Penguins, Red Wings, Blackhawks) (1998–, F) Vald som nummer tolv. - 1998: Mathieu Chouinard (Kings) (2004, MV) Vald som nummer 15. - 1999: Martin Havlát (Senators, Blackhawks, Wild, Sharks, Devils, St. Louis Blues (2000–2016, HF) Vald som nummer 26. | - 2000: Anton Voltjenkov (Senators, Devils, Predators) (2002–2015, B) Vald som nummer 21. - 2001: Jason Spezza (Senators, Stars) (2002–, C) Vald som nummer två. - 2001: Tim Gleason (Kings, Hurricanes, Maple Leafs, Capitals) (2003–2015, B) Vald som nummer 23. - 2002: Jakub Klepiš (Capitals) (2005–2007, HF) Vald som nummer 16. - 2003: Patrick Eaves (Senators, Hurricanes, Red Wings, Predators, Stars) (2005–, HF) Vald som nummer 29. - 2004: Andrej Meszároš (Senators, Lightning, Flyers, Bruins, Sabres) (2005–2015, B) Vald som nummer 23. - 2005: Brian Lee (Senators, Lightning) (2008–2014, B) Vald som nummer nio. - 2006: Nick Foligno (Senators, Blue Jackets) (2007–, C) Vald som nummer 28. - 2007: Jim O'Brien (Senators, Devils) (2010–2013, 2015–2016, C) Vald som nummer 29. | - 2008: Erik Karlsson (Senators) (2009–, B) Vald som nummer 15. - 2009: Jared Cowen (Senators) (2009, 2011–, B) Vald som nummer nio. - 2010: Senators saknade val i förstarundan. - 2011: Mika Zibanejad (Senators, Rangers) (2011–, C) Vald som nummer sex. - 2012: Cody Ceci (Senators) (2013–, B) Vald som nummer 15. - 2013: Curtis Lazar (Senators) (2014–, C) Vald som nummer 17. - 2014: Senators saknade val i förstarundan. - 2015: Thomas Chabot (Senators) (2016–, B) Vald som nummer 18. - 2001: Colin White (Har ännu inte spelat i NHL.) (, C) Vald som nummer 21. - 2016: Logan Brown (Har ännu inte spelat i NHL.) (, C) Vald som nummer elva. |